# Friedrich Dahn

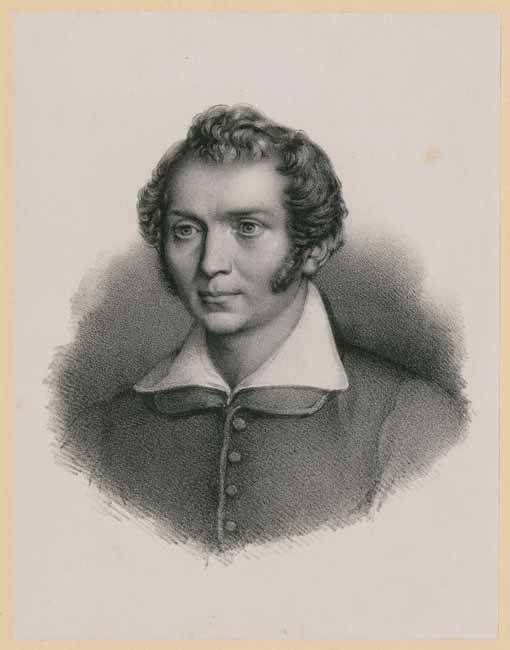
Friedrich Dahn

Friedrich Dahn (* 18. April 1811 in Berlin; † 9. Dezember 1889 in München) war ein deutscher Schauspieler und Regisseur.

## Leben
Auf Wunsch seiner Familie begann Dahn an der Universität seiner Heimatstadt Theologie zu studieren. Bereits während seines Studiums interessierte er sich für die Bühne und trat gelegentlich auch schon an privaten Liebhaberbühnen auf. Nachdem er sein Studium ohne Abschluss abgebrochen hatte, debütierte er 1829 unter Karl Friedrich Cerf am königsstädtischen Theater. Später wurde er als „jugendlicher Liebhaber“ ans Stadttheater Breslau engagiert.
Als 1831 der Schauspieler Gustav Emil Devrient von Hamburg nach Dresden wechselte, berief man Dahn als Nachfolger ans Hamburgische Stadt-Theater. In Hamburg heiratete Dahn am 15. April 1833 die Schauspielerin Constanze Le Gaye und hatte mit ihr zwei Söhne, Felix (1834–1912) und Ludwig (1843–1898) sowie eine Tochter, Constanze (1846–1933), die unter dem Pseudonym „C. Hirundo“ schriftstellerisch tätig war. Die Ehe des Schauspielerpaars verlief recht unglücklich und die beiden ließen sich 1850 scheiden.
1834 holte man Dahn ans königliche Hoftheater nach München, wo er bis an sein Lebensende engagiert blieb. In zweiter Ehe heiratete er 1852 die Schauspielerin und Kollegin am Hoftheater, Marie Dahn-Hausmann. Anlässlich seiner Abschiedsvorstellung 1878 wurde er auf Wunsch König Ludwigs II. zum Ehrenmitglied des Hoftheaters ernannt.
Mit 78 Jahren starb Friedrich Dahn am 9. Dezember 1889 in München und fand dort auch seine letzte Ruhestätte.

## Rollen (Auswahl)
- Don Carlos – Don Carlos (Friedrich Schiller)
- Mortimer – Maria Stuart (Friedrich Schiller)
- Beaumarchais – Clavigo (Johann Wolfgang von Goethe)
- Wilhelm Tell – Wilhelm Tell (Friedrich Schiller)
- Egmont – Egmont (Johann Wolfgang von Goethe)
- Dunois – Die Jungfrau von Orléans (Friedrich Schiller)
- Lear – König Lear (William Shakespeare)
- Wallenstein – Wallenstein (Friedrich Schiller)
- Oberförster – Die Jäger (August Wilhelm Iffland)